# (2-كلوروفينيل) ثيوريا
(2-كلوروفينيل) ثيوريا مركب كيميائي يستخدم كمبيد للأعشاب. حتى عام 1998، لم تقم وكالة حماية البيئة بتسجيلها كمبيد آفات في الولايات المتحدة.